# Abbott Handerson Thayer

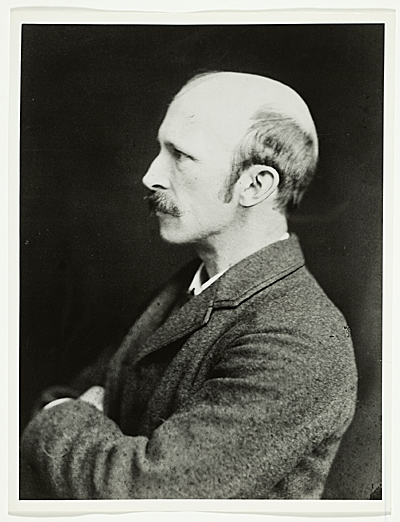
Abbott Handerson Thayer, ok. 1880

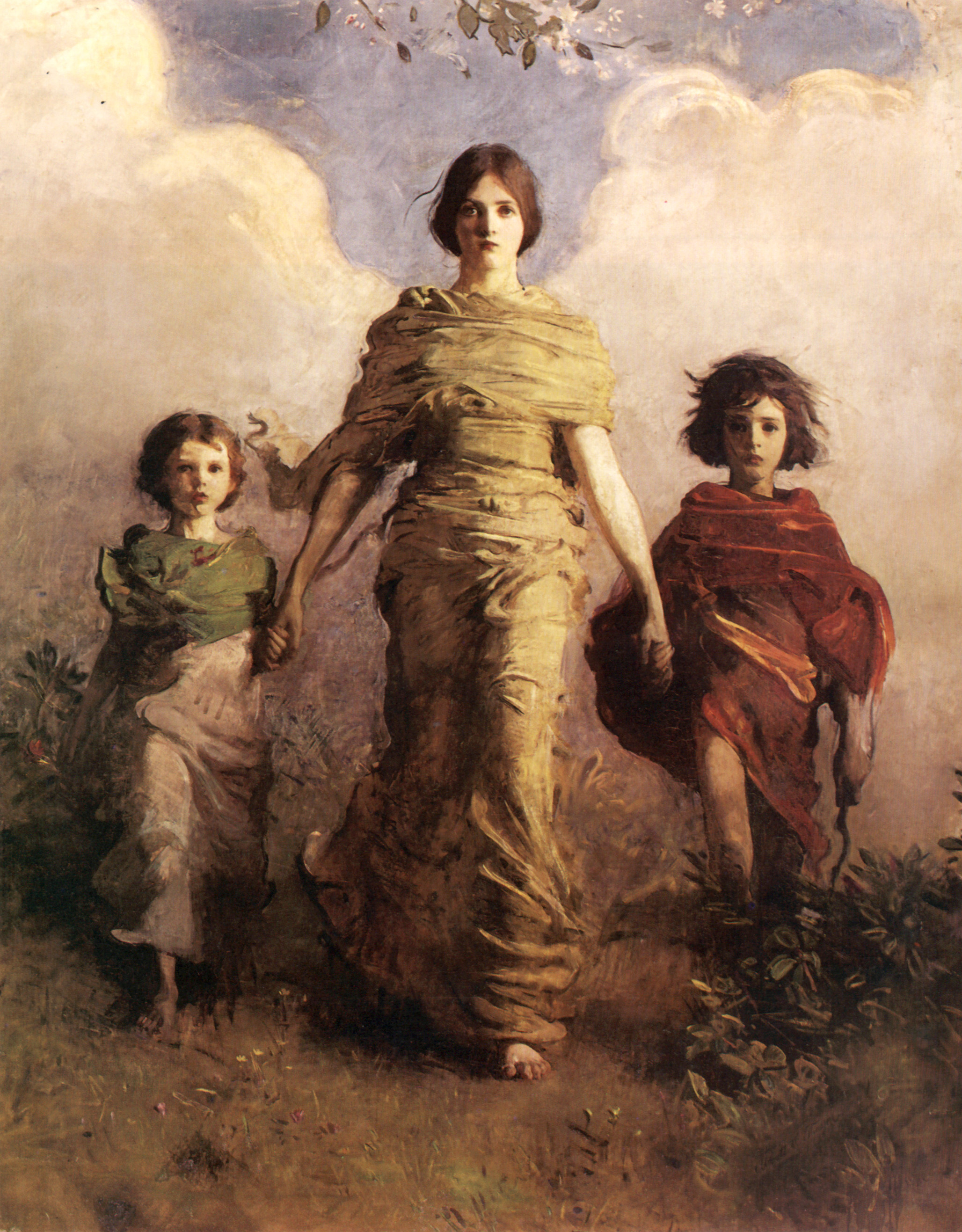
A Virgin (1892-93), malarska aluzja do rzeźby Nike z Samotraki

Abbott Handerson Thayer (ur. 12 sierpnia 1849 w Bostonie, zm. 29 maja 1921 w Monadnock w New Hampshire) – amerykański malarz, przyrodnik i pedagog. Prekursor badań nad zjawiskiem kamuflażu w przyrodzie i praktycznym wykorzystaniem maskowania w celach wojskowych.

## Życiorys

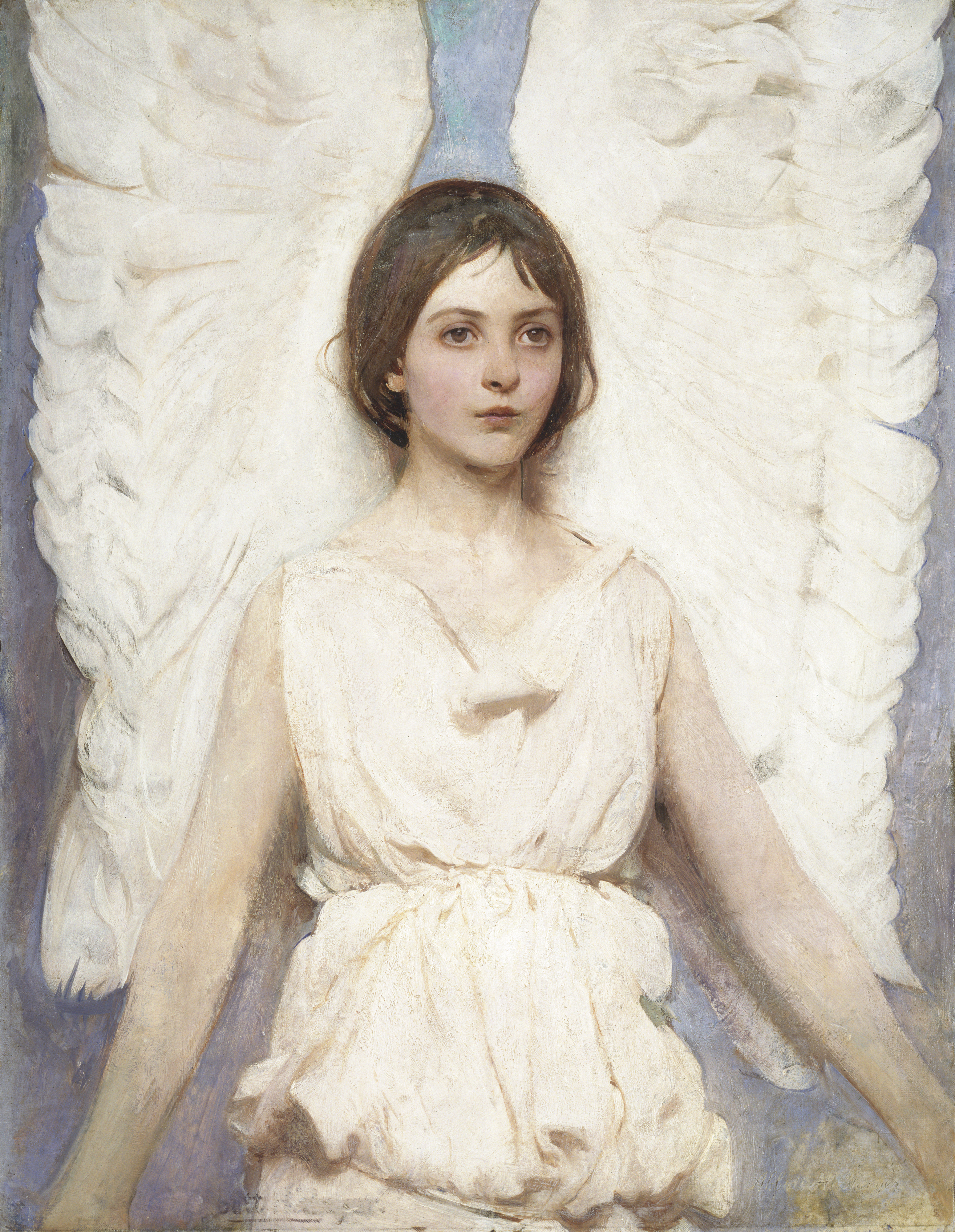
Angel, ok. 1889

Studiował w Brooklyn Art School i National Academy of Design, w 1875 ożenił się z Kate Bloede i wyjechał kontynuować naukę do Paryża. Trzy lata uczęszczał na zajęcia w École des Beaux-Arts; jego nauczycielami byli Henri Lehmann i Jean-Léon Gérôme. Po powrocie do Ameryki otworzył własną pracownię w Nowym Jorku. W 1879 został członkiem Society of American Artists. Od 1889 należał do National Academy of Design, był również członkiem korespondentem Akademii San Luca w Rzymie.
Po śmierci dwojga dzieci i żony na początku lat 90. XIX w. artysta przeżył załamanie nerwowe. Po kilku latach ożenił się ponownie z Emmą Beach i osiadł na stałe na wsi w stanie New Hampshire. Prowadził dość ekscentryczny tryb życia, sam nauczał trójkę swoich dzieci z pierwszego małżeństwa. Prowadził liczną korespondencję m.in. z Theodore Rooseveltem, Henrym Jamesem i Markiem Twainem. Sąsiadem i najbliższym przyjacielem Thayera był malarz George de Forest Brush.
Zmarł na skutek udaru w 1921.

## Twórczość
Dorobek artystyczny Thayera jest bardzo zróżnicowany i niejednorodny. W młodości malował głównie pejzaże i zwierzęta, był wielbicielem i orędownikiem ochrony przyrody, szczególnie ptaków. Po powrocie ze studiów w Paryżu zajmował się przede wszystkim portretami, należał w tym czasie do czołówki artystycznej Nowego Jorku. Po tragediach rodzinnych, jakimi były: śmierć dzieci, choroba psychiczna i śmierć żony, w jego twórczości pojawiły się pierwiastki transcendentalne i idealistyczne. Malował wyidealizowane, uskrzydlone postacie aniołów, sceny pełne symbolizmu, alegorie ludzkiej egzystencji. Modelami były najczęściej jego dzieci, syn Gerald i córki Mary i Gladys.
Liczne prace artysty są eksponowane m.in. we Freer Gallery of Art (Smithsonian Institution), Metropolitan Museum of Art, National Academy of Design, National Museum of American Art w Waszyngtonie i Art Institute of Chicago.

## Prace nad kamuflażem

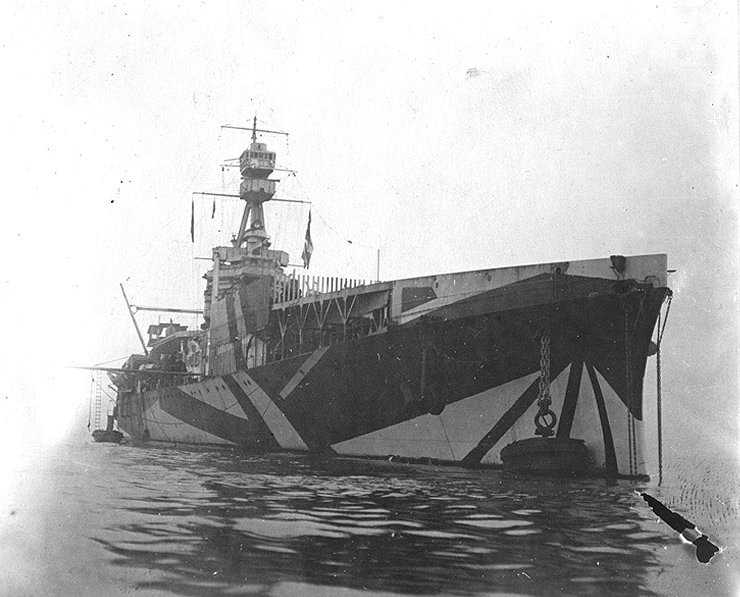
„Furious” – przykład kamuflażu z okresu I wojny światowej

Od ok. 1892 Thayer interesował się zjawiskiem kamuflażu w przyrodzie. W czasie wojny amerykańsko-hiszpańskiej proponował wykorzystanie barw ochronnych na amerykańskich statkach i okrętach. W 1902 wspólnie z przyjacielem i współpracownikiem George'em Brushem opatentował metodę maskowania okrętów za pomocą odpowiedniego malowania. W 1909 z synem Geraldem Andersonem wydał książkę poświęconą zjawisku kamuflażu w przyrodzie: Concealing Coloration in the Animal Kingdom. Praca miała wpływ na szerokie zastosowanie kamuflażu wojskowego w czasie I wojny światowej, a Thayer zyskał miano ojca kamuflażu.

## Wybrane prace
- The sisters (1884)
- Virgin enthroned (1891)
- Caritas (1895)
- Alina Wollerman (1903)
- Stephenson Memoiral (1903)
- Peacock in the woods (1907)
- Monadnock Angel
- Angel of the dawn (1919)

## Literatura dodatkowa
- Roy R. Behrens: False Colors: Art, Design and Modern Camouflage. Bobolink Books. ISBN 0-9713244-0-9. Brak numerów stron w książce